# Lüggau

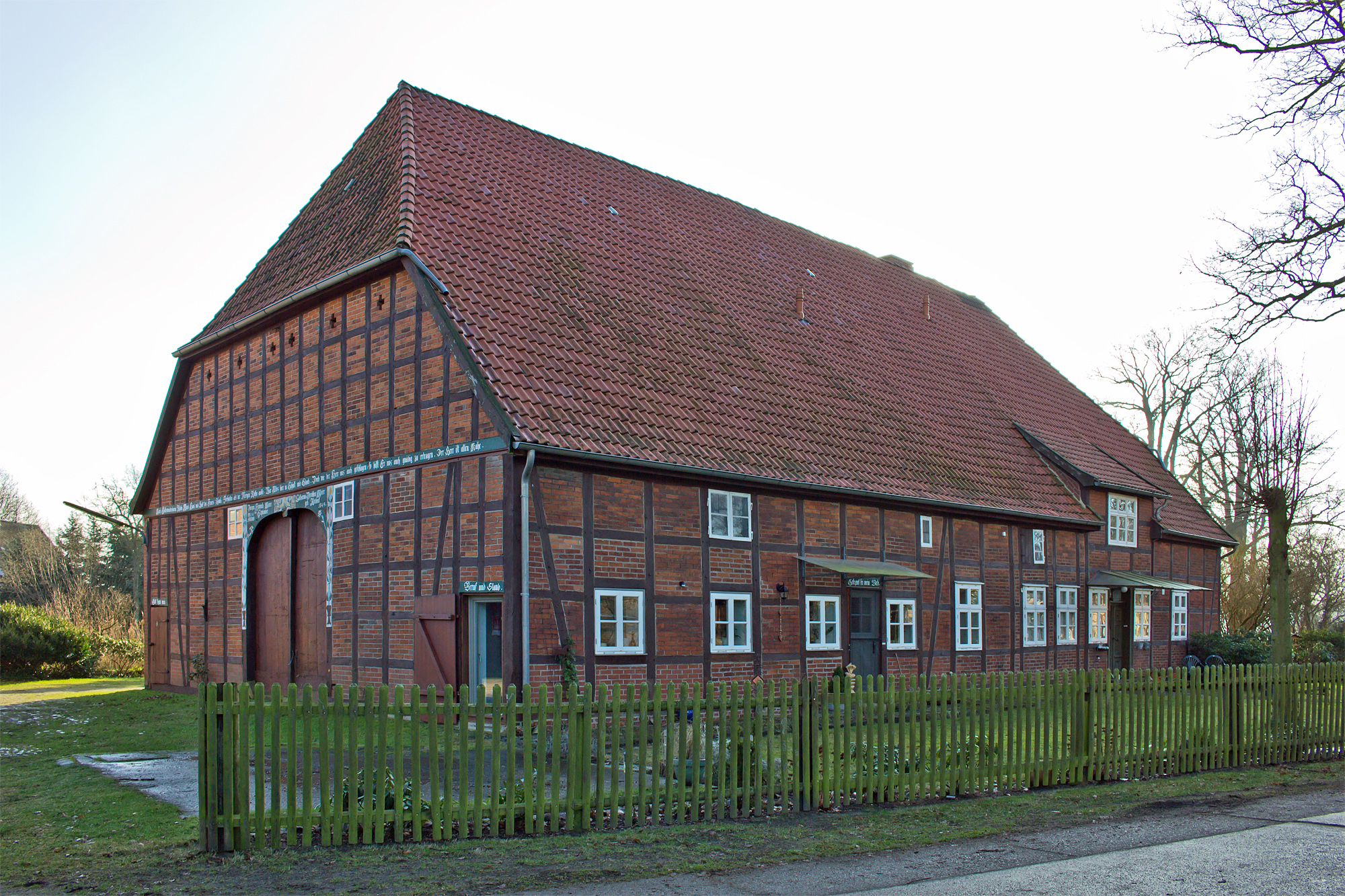
Baudenkmal "Lüggau Nr. 11" im Dorf Lüggau bei Dannenberg (Elbe)

Lüggau ist ein Ortsteil der Stadt Dannenberg (Elbe) in der Samtgemeinde Elbtalaue im Landkreis Lüchow-Dannenberg in Niedersachsen.
Das Dorf liegt westlich vom und direkt angrenzend an den Kernbereich von Dannenberg an der B 216. Am östlichen Ortsrand fließt die neue Jeetzel.

## Geschichte
Am 1. Juli 1972 wurde Lüggau in die Stadt Dannenberg (Elbe) eingegliedert.